# Olaf Blab
Olaf Blab (* 8. September 1964 in München) ist ein ehemaliger deutscher Basketballspieler.

## Laufbahn
Blab, dessen Bruder Uwe deutscher Nationalspieler war und in der NBA spielte, ging als Jugendlicher in die Vereinigten Staaten und spielte Basketball an der Charleston High School (Bundesstaat Illinois). 1984 wechselte der 2,13 Meter große Innenspieler an die University of Illinois, wo er Mannschaftskamerad seines Landsmanns Jens Kujawa wurde. In der Saison 1984/85 nahm er noch nicht am Spielbetrieb teil, zwischen 1985 und 1987 bestritt Blab dann 22 Spiele für Illinois und erzielte im Schnitt 0,9 Punkte pro Partie. Von Frühjahr 1987 bis 1989 spielte er dann für die University of Evansville und verbuchte in 42 Einsätzen im Mittel 1,5 Punkte.
Nach seiner Rückkehr nach Deutschland verstärkte er im Spieljahr 1989/90 SSV/SB Ulm sowie von 1990 bis 1992 den MTV 1846 Gießen in der Basketball-Bundesliga. Im Spieljahr 1992/93 stand er im Aufgebot des Bundesligisten Alba Berlin.
Nach der Basketballkarriere lebte Blab zeitweilig zurückgezogen in Frankreich, zu seinem Bruder Uwe hatte er jahrelang keinen Kontakt. Später zog Blab in seine Heimatstadt München zurück.